# 1839 w literaturze
Wydarzenia literackie w 1839 roku.

## Nowe książki
- polskie
  - Juliusz Słowacki – Balladyna
  - Kajetan Koźmian – Ziemiaństwo polskie
  - Michał Czajkowski – Kirdżali
- zagraniczne
  - Charles Darwin – The Voyage of the Beagle
  - Stendhal – Pustelnia parmeńska

## Urodzili się
- 1 stycznia – James Ryder Randall, amerykański poeta (zm. 1908)
- 4 stycznia – Casimiro de Abreu, brazylijski poeta, pisarz, nowelista i dramaturg okresu romantyzmu (zm. 1860)
- 7 marca – Adolf Dygasiński, polski pisarz (zm. 1902)
- 9 marca – Františka Stránecká, czeska pisarka (zm. 1888)
- 16 marca – Sully Prudhomme, francuski poeta, przedstawiciel parnasizmu (zm. 1907)
- 21 czerwca – Machado de Assis, brazylijski poeta i pisarz (zm. 1908)
- 29 czerwca – Władysław Koziebrodzki, polski komediopisarz (zm. 1893)
- 4 sierpnia – Walter Pater, angielski pisarz, krytyk sztuki, wykładowca akademicki (zm. 1894)
- 9 sierpnia – Gaston Paris, francuski filolog (zm. 1903)
- 29 listopada – Ludwig Anzengruber, austriacki pisarz i poeta (zm. 1889)
- Emma Frances Dawson, amerykańska prozaiczka i poetka (zm. 1926)

## Zmarli
- 21 maja – José María Heredia, kubański poeta (ur. 1803)
- 3 sierpnia – Dorothea Schlegel, niemiecka pisarka (ur. 1763/1764)
- 28 września – William Dunlap, amerykański dramatopisarz, aktor i producent teatralny (ur. 1766)